# Olof Henric Rogberg
Olof Henric Rogberg, född 8 september 1827 i Alseda socken, Jönköpings län, död 15 mars 1903 i Hakarps församling, samma län, var en svensk präst. Han var far till Hanna Friberg, Herman Rogberg och Olof Emanuel Rogberg.
Rogberg blev student vid Uppsala universitet 1848. Han prästvigdes 1851, blev komminister i Skede 1862 och var föreståndare för Alseda barnhem 1861–1879. Rogberg blev kyrkoherde i Nottebäck 1877, kontraktsprost i Uppvidinge 1880 och kyrkoherde i Hakarp 1883. Han utgav ett flertal predikningar, årsberättelser, en handledning vid idioters konfirmation samt uppsatser i tidningar och tidskrifter.